# Базальтове
База́льтове (Янова Долина) — село в Головинській сільській громаді Рівненського району Рівненської області України на березі р. Горинь.
Населення — 494 осіб.

## Історія
У цій місцині з 1861 видобували базальт.
Раніше село називали Яновою Долиною. Сліди цього топоніму збереглися у назві Івано-Долинського родовища базальтів, на базі якого діють Івано-Долинський базальтовий кар'єр та геологічний заказник «Базальтові стовпи».
У 1930-х рр. у базальтових кар'єрах працювали тисячі робітників — мешканців навколишніх сіл.
1934 року Міністерство сільського господарства Другої Речі Посполитої виділило 107 га для будівництва робітничого селища в Яновій Долині. При його плануванні була використана, зокрема, ідея робітничих селищ (колоній), розроблена австрійським архітектором А.Лоосом у 1-й половині 1920-х років.
6 грудня 1935 року Костопільське повітове управління схвалило генеральний план забудови робітничого селища в Яновій Долині.
В основу планувальної схеми, яку почали реалізовувати 1936 року, було покладено регулярну прямокутну сітку вулиць, зорієнтованих до зовнішніх доріг, що вели до сіл Злазне, Головин, Підлужне. Для їх прокладання у лісі зробили просіки завширшки 100 м. Проїжджу частину та тротуари забруковували, уздовж них зводили 2-, 4- і 6-квартирні житлові будинки (кожен займав ділянку площею 600 м² і був споруджений із дерев'яних брусів на базальтових фундаментах із черепичними дахами червоного кольору). Селище було електрифіковане, мало водопровід і каналізацію. Більшість мешканців становили поляки.
Житлові вулиці не отримали назв, а позначались літерами: А, В, С, D. Лише основні артерії селища G (головна), К (kolejowa — залізнична), Z (замикаюча — з боку річки Горинь) мали відповідні до свого розташування назви. Між вулицями-алеями були залишені 100-120-метрові смуги лісу для забезпечення комфортного проживання. Житлові вулиці перпендикулярно до Горині і до вулиць G і Z перетинала алея S (spacerowa — прогулянкова) — завширшки 100 м. Тут не передбачався рух транспорту, був виконаний благоустрій та озеленення декоративними кущами, поставлені лави.
Протягом 1936 р. зі 100 житлових будинків, передбачених генеральним планом, звели 20 і ще 20 перебували в процесі будівництва.
У центрі Янової Долини сформувався громадський центр — одноповерховий дерев'яний будинок (т. зв. «blok») у формі літери U. Тут містилися кінозал, глядацька зала, готельні номери та житлові кімнати для спеціалістів, їдальня, кіоски. Біля нього був розташований спортивний майданчик для легкої атлетики та футболу. Смуга зелені між майданчиком і кар'єром ізолювала селище від виробничої зони. В Яновій Долині також були сучасно обладнана школа, дитсадок, поліклініка, дирекція кар'єру, власна електростанція, поліцейський відділок, стадіон, торговельні ряди, житловий будинок директора (майже всі споруди — з дерева).
Неподалік від «блоку» на природному підвищенні було відведено ділянку під будівництво костелу. На його проєкт 1934 року був оголошений конкурс (костел мав вміщувати 1200 вірян, хор на 50 осіб і орган). На засідання конкурсної комісії (1937) подали 12 проєктів, з яких до розгляду допустили 9. 1-у премію отримав проєкт архітектора Владислава Стахоня (Stachoń) з Луцька. У зв'язку з початком Другої світової війни (1939) будівництво храму було перерване, а тим часом сакральні функції виконувала дерев'яна каплиця Христа Збавителя.
Згідно з українськими джерелами, у ніч проти 22квітня 1943 відділи УПА здійснили наступ на добре укріплений німцями військово-господарський пункт у містечку Янова Долина. Як твердять деякі польські джерела, об'єктом нападу були поляки (як стверджують, загинули до 600 осіб), а німецький гарнізон (до 1000 осіб) залишався в казармах і не втручався в події. Внаслідок цих подій населений пункт було вщент спалено і вже ніколи не відроджено в тому вигляді, яким він був у 1936–1943 роках.
Як стверджує луцький історик і краєзнавець Котис Олександр Михайлович:
"У 1942 році групи під керівництвом УПА винищили близько сотні поляків переважно Луцького повіту. А у 1943 році акція набула масового масштабу. На початку 1943 було винищено усіх польських жителів села Іванова Долина Костопільського повіту Волині, в тому числі людей літнього віку, жінок, дітей"..

## Пам'ятки
- Базальтові стовпи — геологічна пам'ятка природи місцевого значення.
- Базальтівська дача —  заповідне урочище (лісове) місцевого значення.

## Галерея

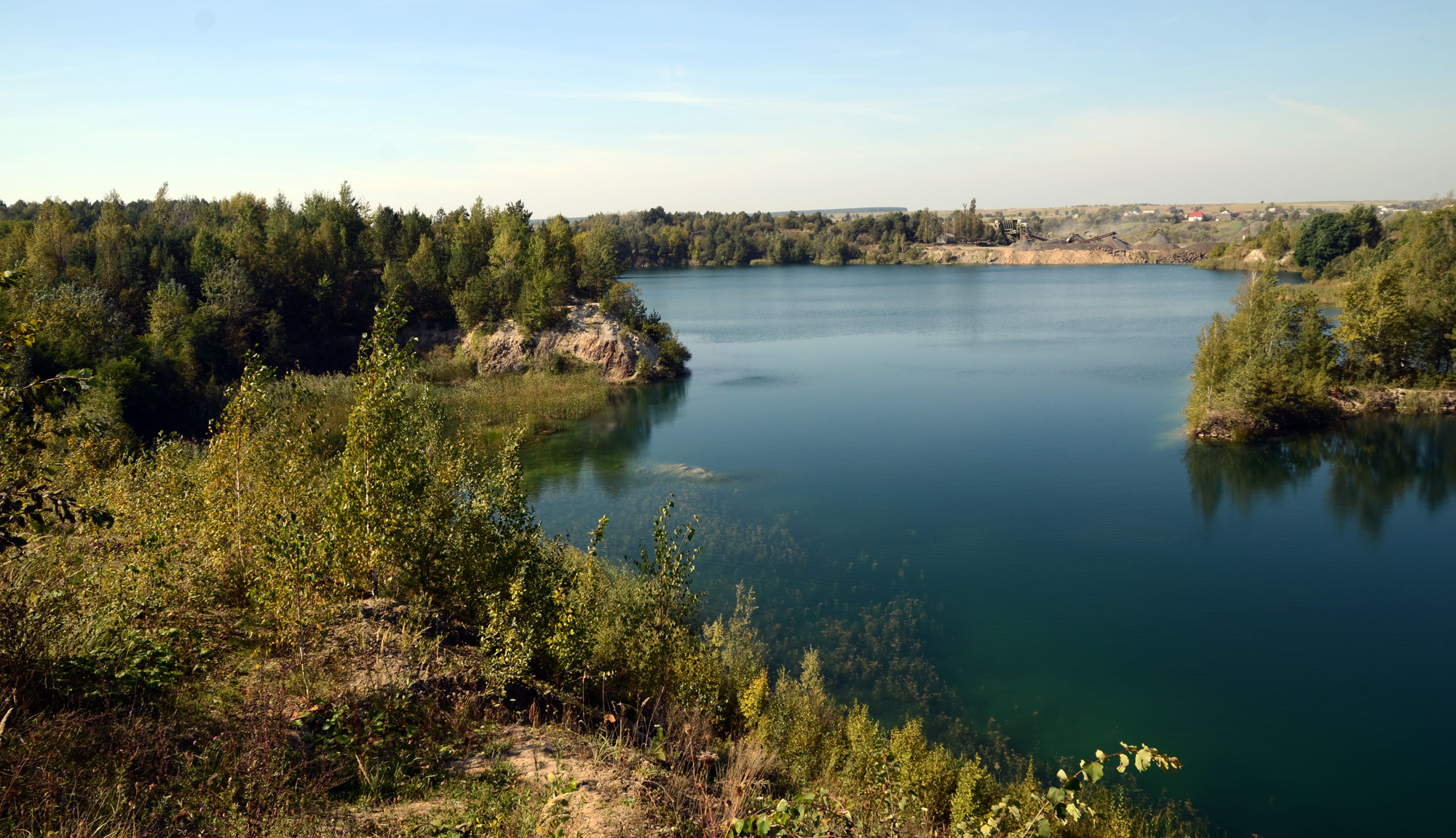
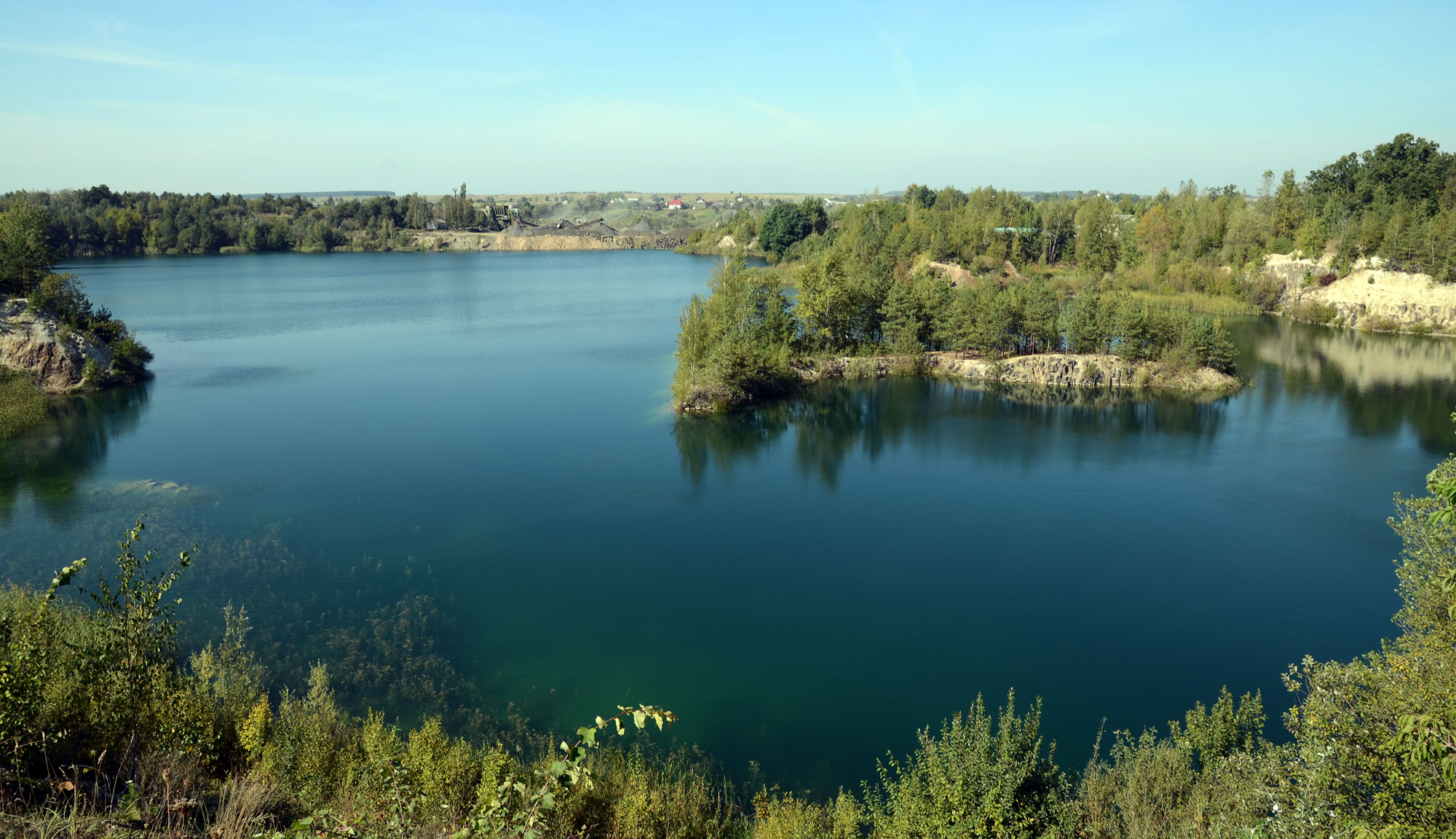
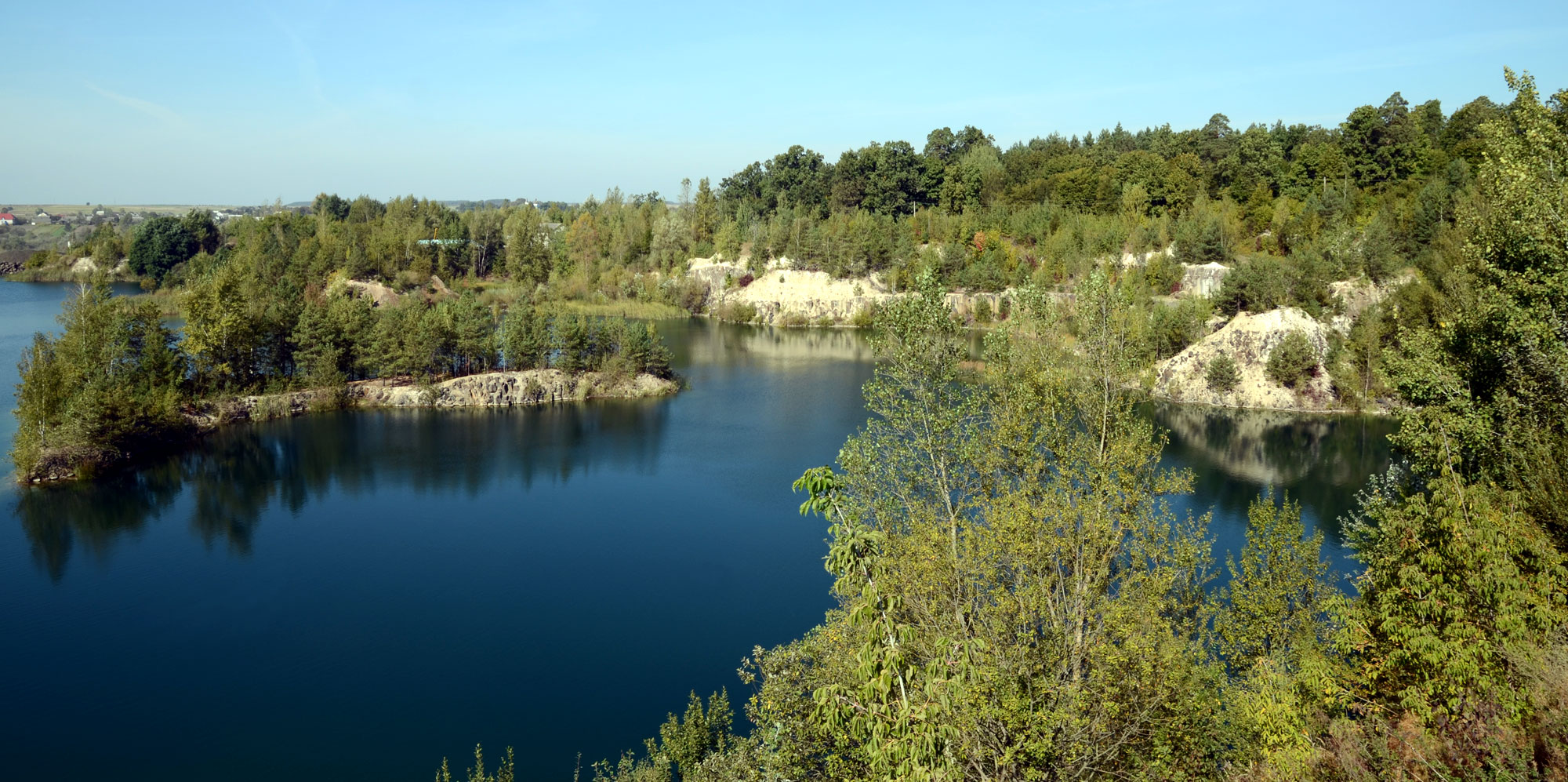
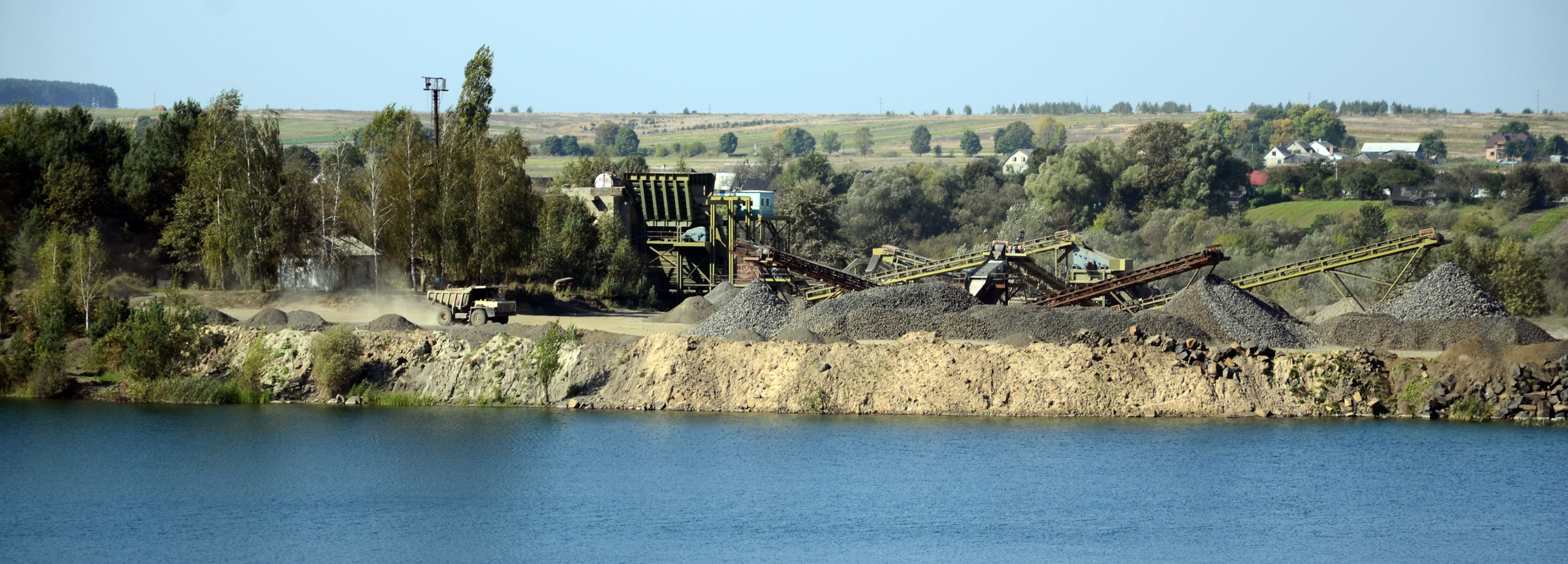
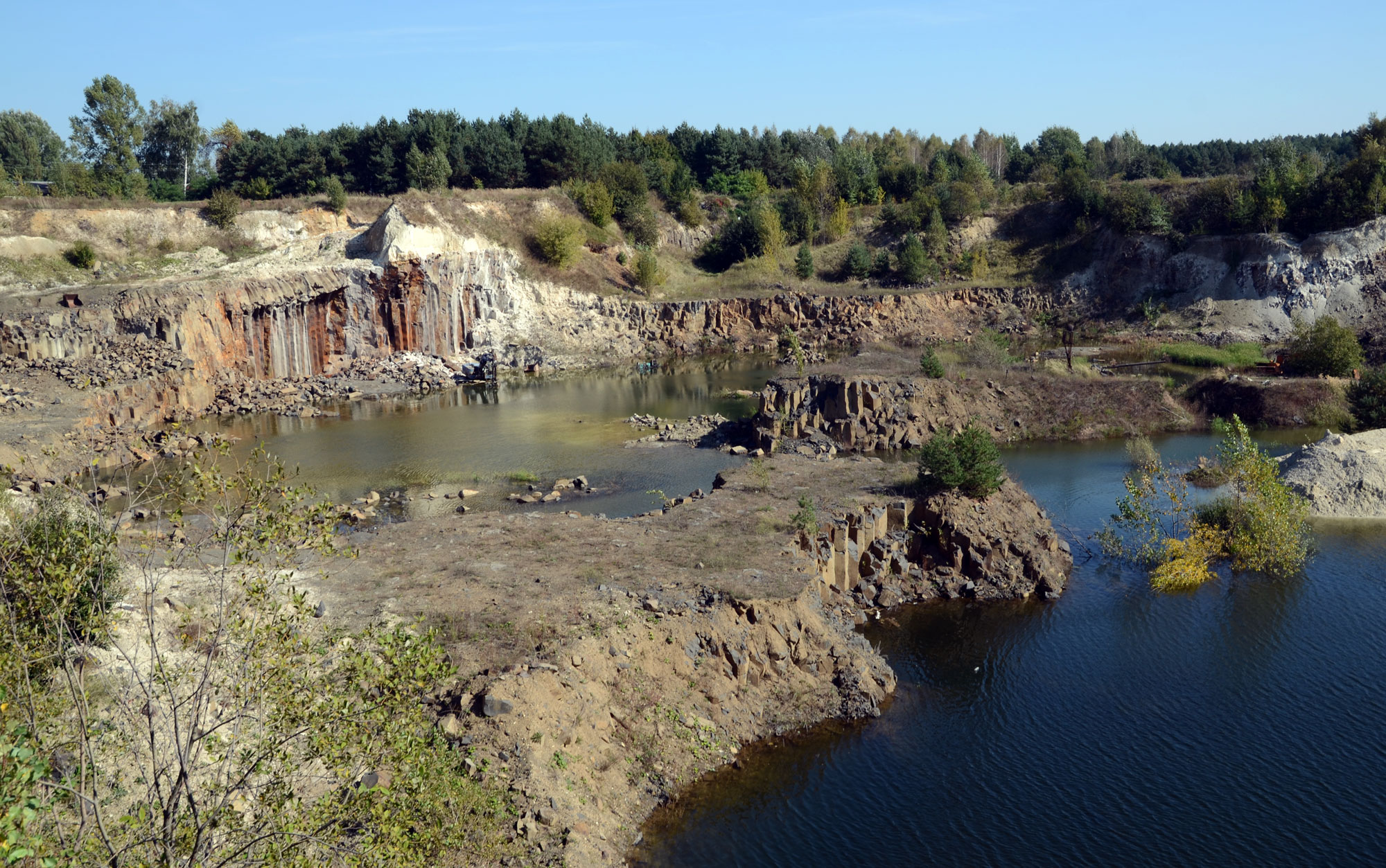
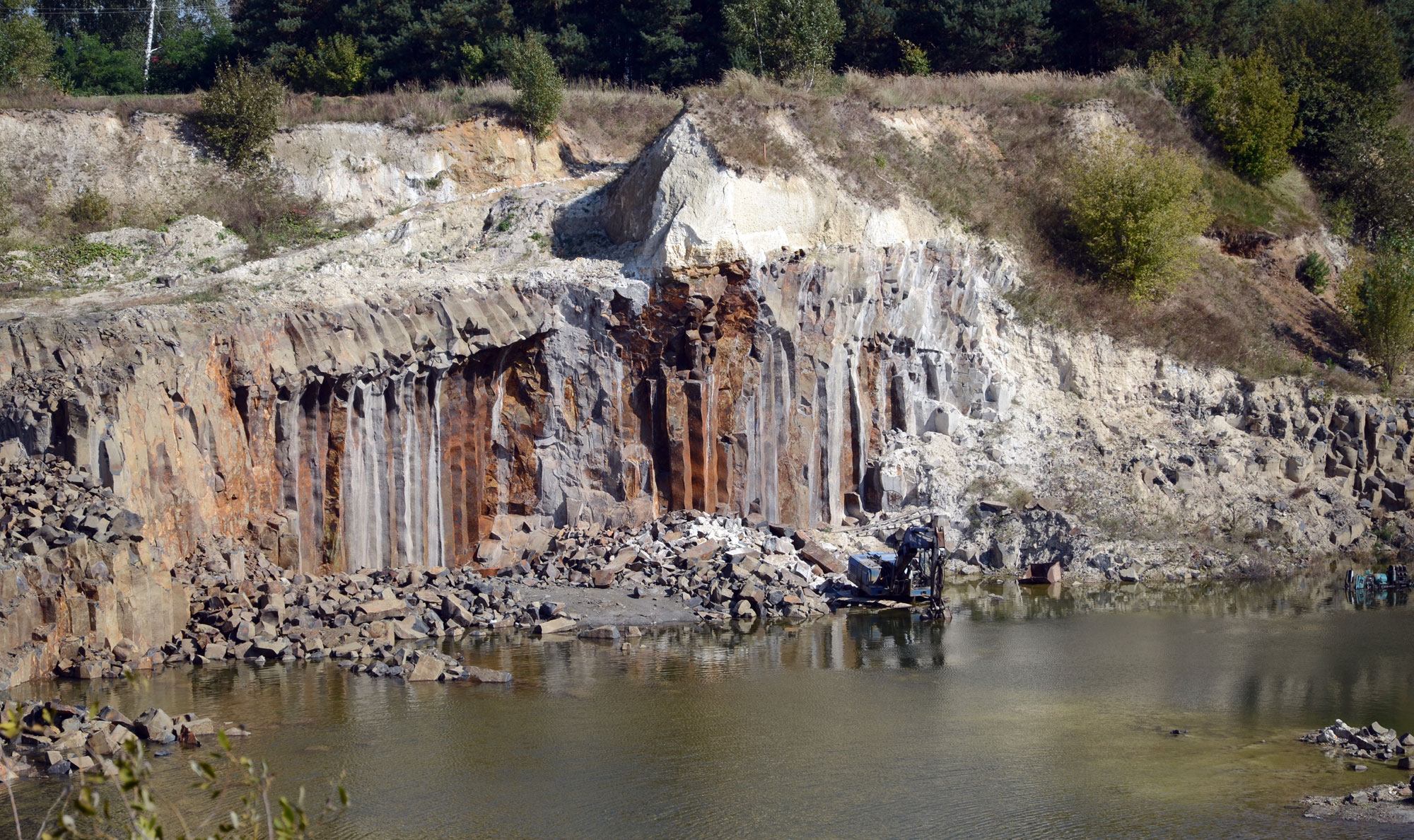
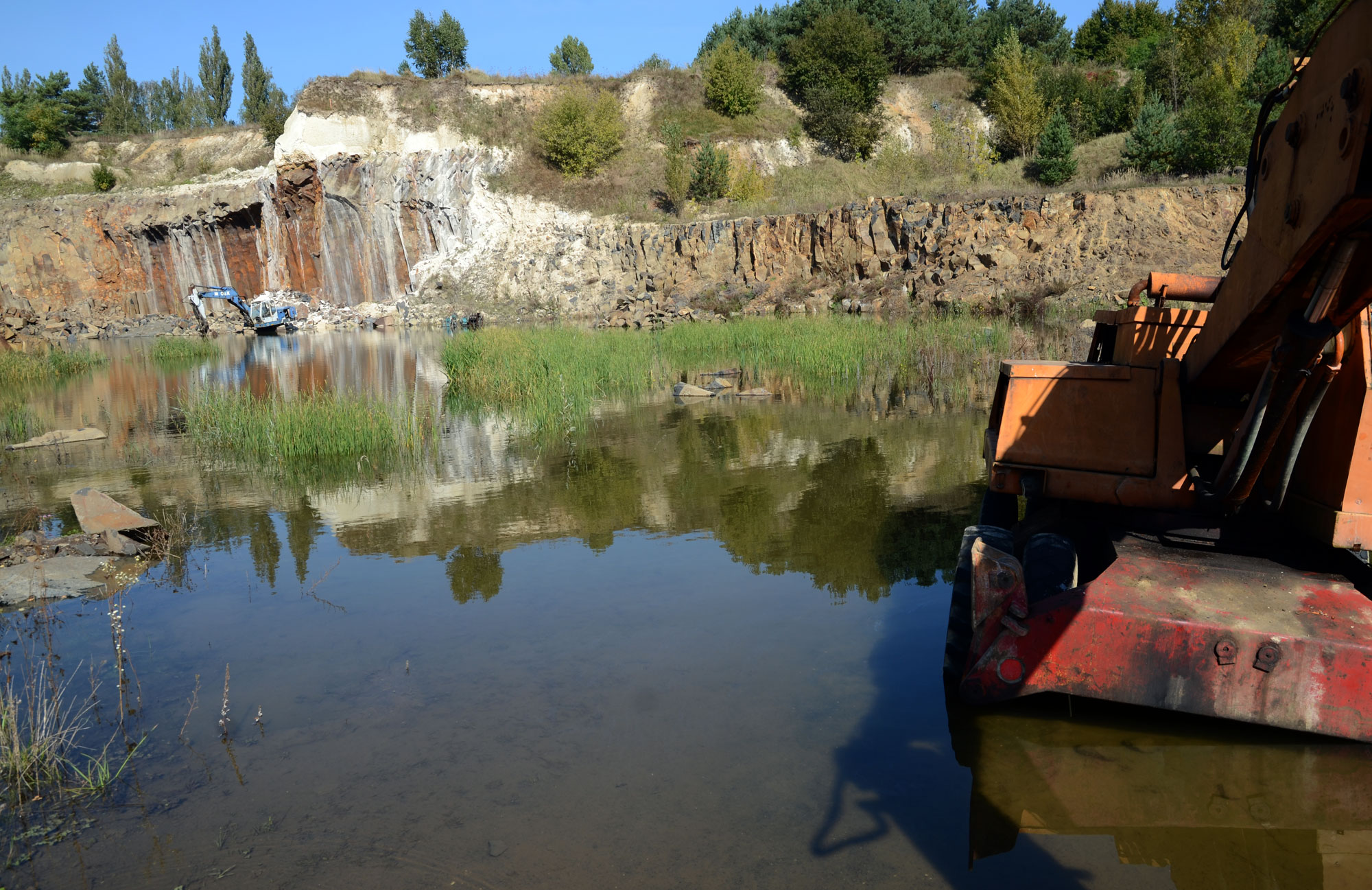
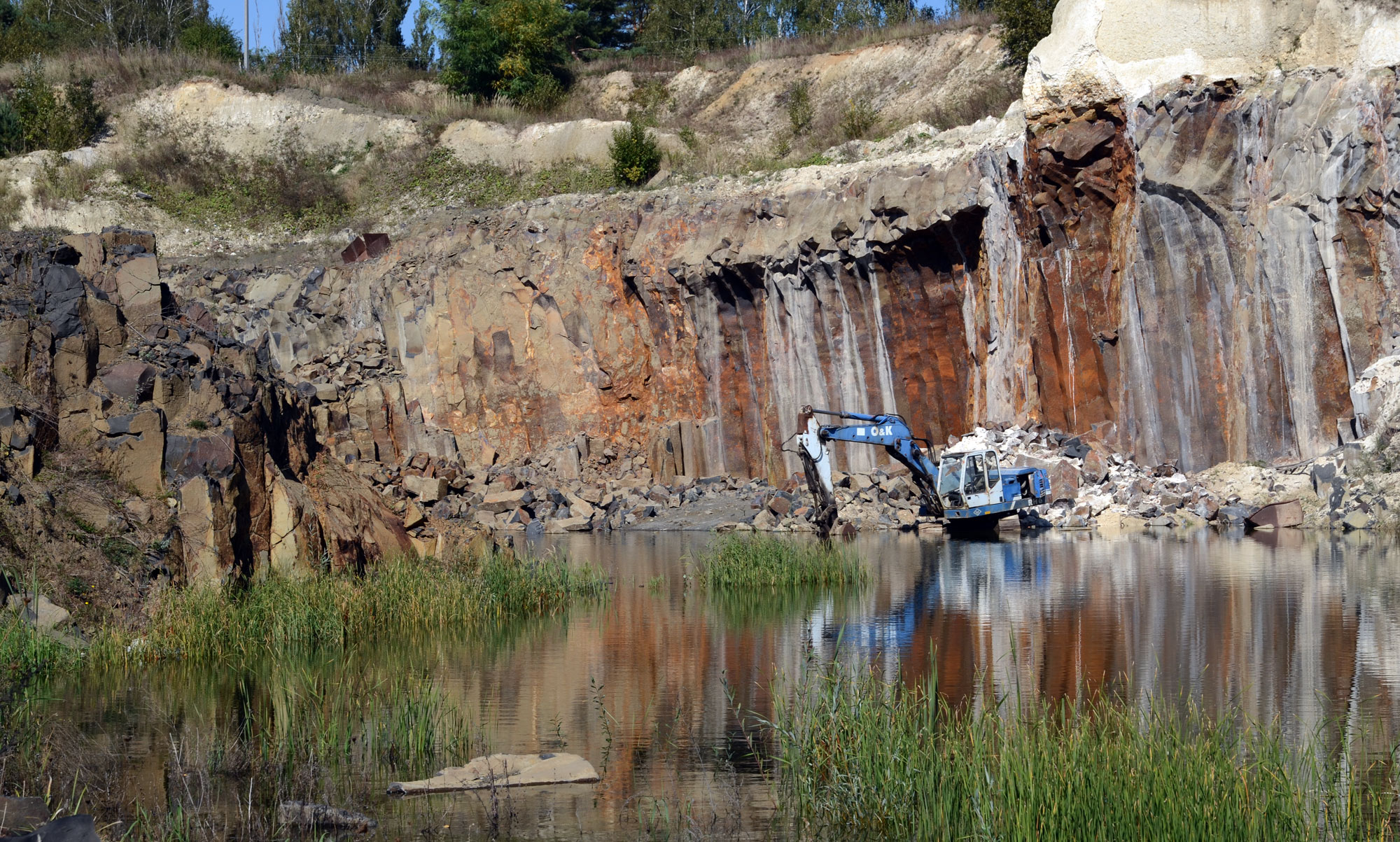
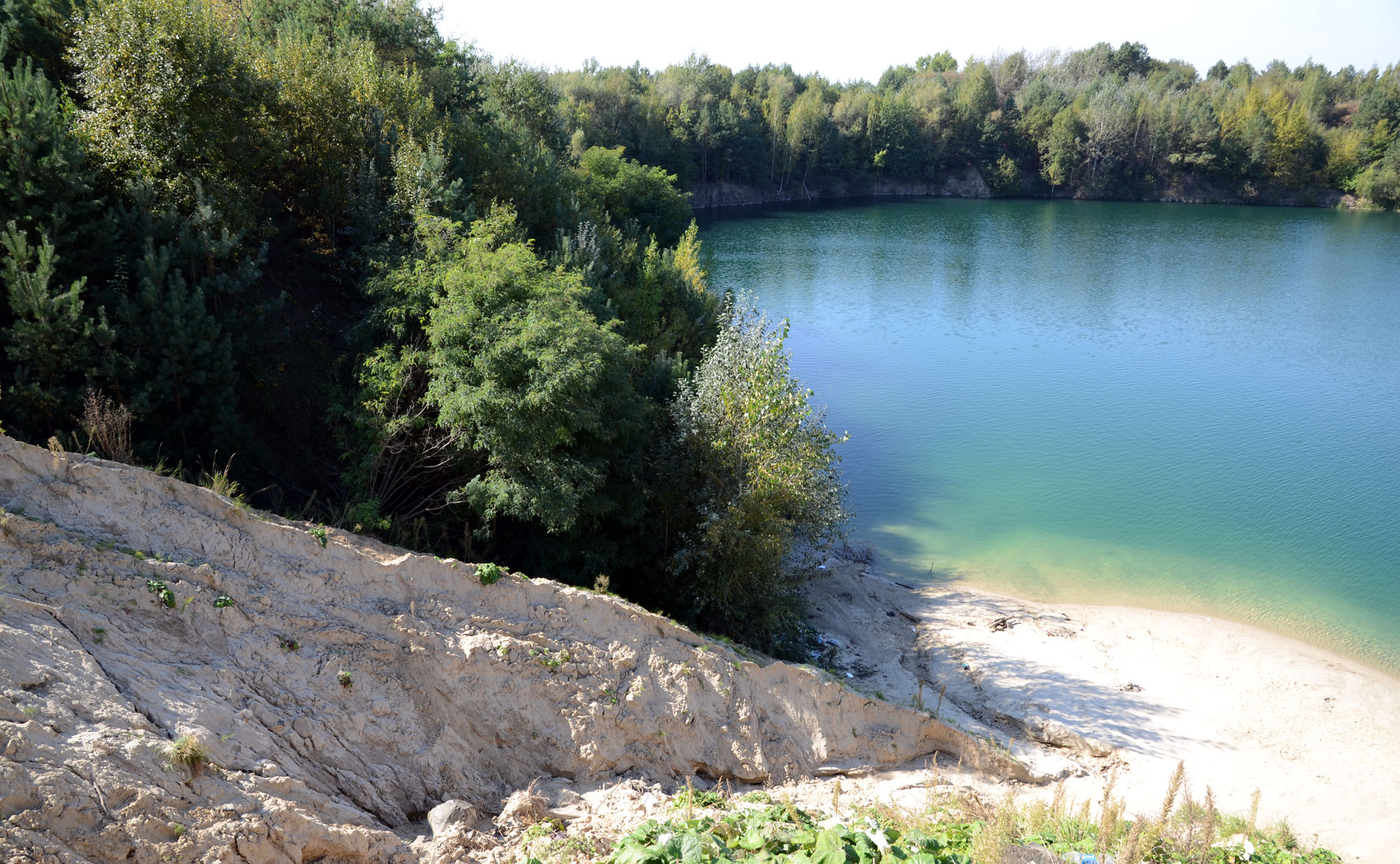